# Ernst August Böttcher

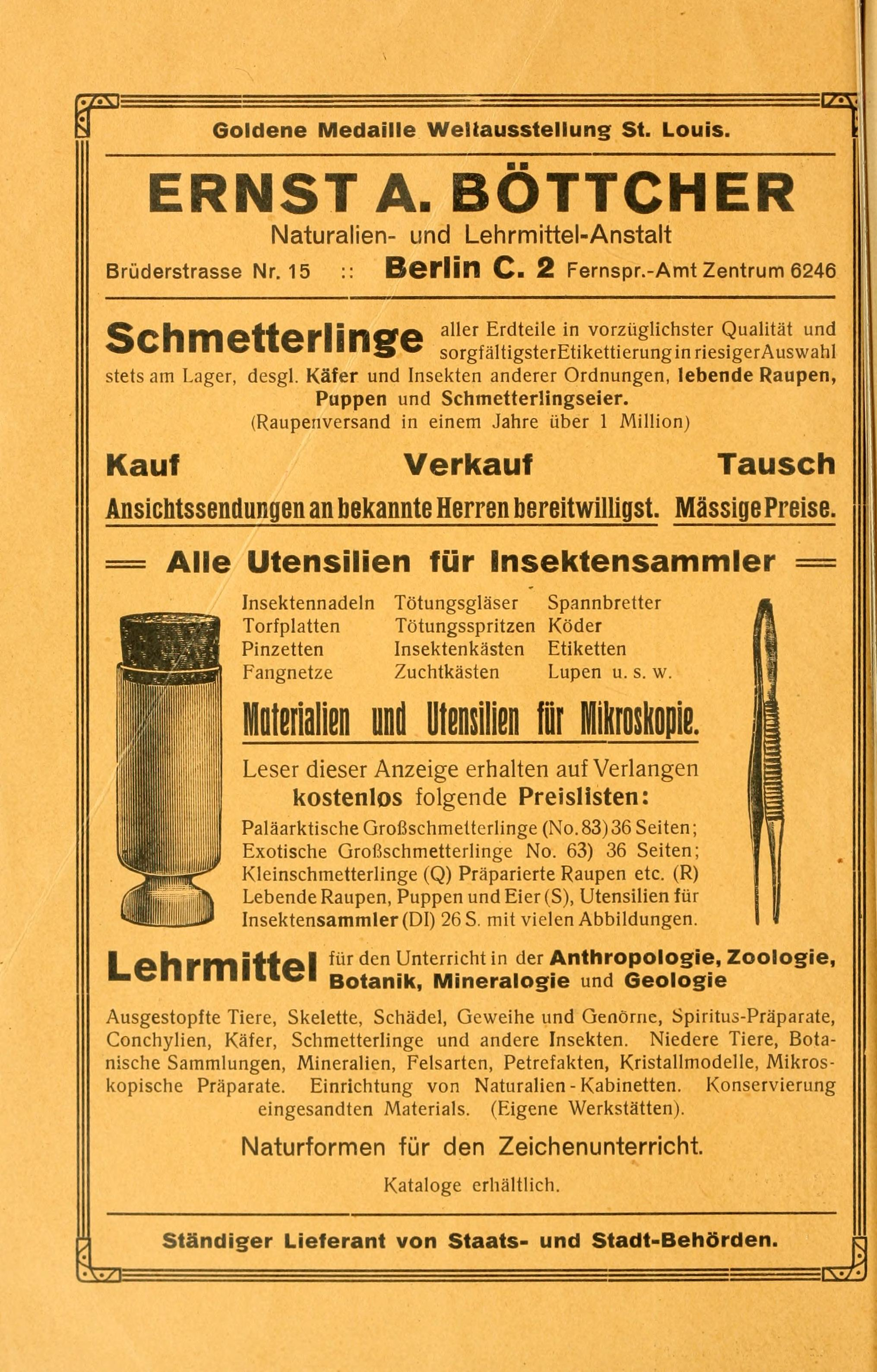
Anzeige von Ernst A. Böttcher

Ernst August Böttcher, auch Ernst A. Boettcher (* 14. Juni 1870 in Berlin; † nach 1943) war ein deutscher Kaufmann, Entomologe und Naturalienhändler.

## Leben
Ernst August Böttcher war eines von 10 Kindern des Berliner „Physikers“ und Naturalienhändlers August Böttcher. Er übernahm 1900 nach dem Tod seines Vaters die von diesem im Jahr 1890 in der Brüderstraße 15 in Berlin C gegründete Naturalienhandlung, die er in den folgenden Jahren unter der Firmenbezeichnung  „Naturalien- und Lehrmittel-Anstalt Ernst A. Böttcher“ führte und die er mit Schwerpunktsetzung auf Schmetterlinge und Käfer und dem Vertrieb von diversem Sammel- und Zuchtzubehör, Materialien und Utensilien für Mikroskopie sowie Lehrmitteln für den Unterricht in Anthropologie, Zoologie, Botanik, Mineralogie und Geologie beständig weiter ausbaute. Im Zeitraum 1901/05 übernahm er Teile des Insektenbestandes von Ernst Heyne.
Er erhielt die Goldene Medaille der Weltausstellung St. Louis 1904.
Am 1. Januar 1918 begann der Entomologe Richard Korschefsky (1902–1946) eine Lehre in der Naturalien- und Lehrmittelanstalt, in der er bis 1927 als Gehilfe tätig war.
Im Jahr 1943 wurde Ernst August Böttcher für die Adresse Berlin C 2, Brüderstr. 7, eine Ausnahmegenehmigung im Einzelhandel zum Vertrieb im Bereich „Lehr“ erteilt.
In der Entomologie ist er Erstbeschreiber von Chelis strigulosa (Böttcher, 1905), einem Schmetterling (Nachtfalter) aus der Unterfamilie der Bärenspinner (Arctiinae).
Ernst Böttcher wurde gemeinsam mit seinem Vater im Jahr 1890 Mitglied des 1856 von Gustav Kraatz gegründeten und zu Beginn seiner Mitgliedschaft vom Königlichen Hofkunsthändler Eduard Gustav Honrath geführten Entomologischen Vereins in Berlin.

## Schriften (Auswahl)
- Neue und wenig bekannte Arctiiden aus Turkestan. In: Entomologische Zeitschrift, 19, 11, Guben 1905, S. 53–55, 61–63 (biodiversitylibrary.org)